# Delphinium inopinatum
Delphinium inopinatum är en ranunkelväxtart som beskrevs av Sergej Arsenjevitj Nevskij. Delphinium inopinatum ingår i släktet storriddarsporrar, och familjen ranunkelväxter. Inga underarter finns listade i Catalogue of Life.